# Ceinture de Gould
Pour les articles homonymes, voir Gould.

Carte stellaire de l'environnement galactique proche, comprenant les 2000 étoiles les plus brillantes situées à moins de 500 parsecs du Soleil, d'après les relevés du satellite Hipparcos. Le centre galactique serait situé 8000 parsecs vers la droite. Le Soleil est figuré en bleu au centre. La Ceinture de Gould désigne l'anneau incomplet d'étoiles entourant la zone moins dense du voisinage solaire. On voit en vue sur la tranche qu'il est incliné par rapport au plan galactique.

La ceinture de Gould — calque de l'anglais Gould's belt ou Gould belt — est un anneau partiel d'étoiles de la Voie lactée. D'environ dix millions de masses solaires et un kiloparsec (3 000 années-lumière) de diamètre, il est incliné d'environ 16 à 20 degrés par rapport au plan galactique. Il contient beaucoup d'étoiles de type O et B, et pourrait constituer le bras spiral local dont le Soleil fait partie, à environ 325 années-lumière de son centre. On[Qui ?] pense qu'il est âgé de 30 à 50 millions d'années et son origine est inconnue.

## Historique
L'astronome britannique John Herschel (1792-1871) est le premier à relever, dès 1847, la distribution asymétrique des étoiles brillantes par rapport au plan galactique. En 1879, l'astronome américain Benjamin A. Gould (1824-1896) conclut que les étoiles les plus brillantes sont alignées sur un grand cercle coupant le plan galactique et incliné d'environ 20 degrés par rapport à celui-ci,,.
Cet objet était considéré comme une grande ceinture fermée. Sa localisation a été effectuée par Carlos Alberto Olano en 1982. Cependant, cette localisation a été corrigée en 2003 par Christoph Perrot et Isabelle Grenier de l'université Paris-Diderot et du centre CEA de Saclay. Ils avaient notamment essayé une modélisation en trois dimensions, dont l'objet reste en deux dimensions,,.
Les scientifiques avaient beau chercher l'explication des deux caractéristiques de la ceinture de Gould, personne n'a réussi. On ne sait pas pourquoi son intérieur est quasiment vide. De plus, n'est pas connue la raison pour laquelle celle-ci a une inclination importante avec la Voie lactée. Néanmoins, leurs efforts, ayant pour but d'améliorer la connaissance sur cette ceinture, ont fait découvrir une immense structure près du Soleil.

## Doute par les scientifiques utilisant la technique 3D
Depuis les années 2010, quelques chercheurs doutent de l'existence de la ceinture de Gould. Selon eux, il s'agirait d'une illusion, à cause de l'analyse en deux dimensions.
En 2015, une étude publiée dans la revue Astronomy & Astrophysics présentait un nouveau résultat obtenu par sa nouvelle technique en trois dimensions. L'équipe dirigée par Hervé Bouy a examiné tous les renseignements que le satellite Hipparcos avait observés sur les étoiles types O et B, situées à partir du Soleil et jusqu'à 1 500 années-lumière.  La carte, obtenue avec leur technique, est complètement différente de celle à deux dimensions. Sans constater la ceinture de Gould, l'article a conclu qu'il s'agirait d'une erreur à cause de l'analyse en 2D qui trompait les astronomes.  

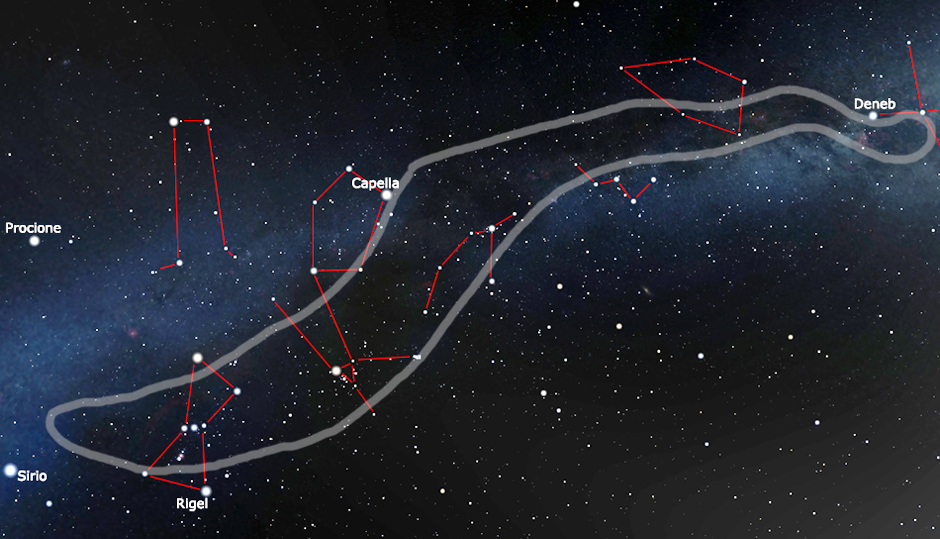
Dimension de la vague de Radcliffe.

Une équipe de l'université Harvard auprès du Radcliffe Institute for Advanced Study a avancé encore l'analyse en 3D. Elle a présenté en 2020 sa découverte de la vague de Radcliffe (en anglais « Radcliffe wave »), en raison de sa forme. Il s'agit d'un fruit des deux technologies raffinées. D'une part, l'équipe a réussi à limiter l'incertitude de distance, jusqu'à moins de 5%, en profitant d'un nouveau satellite Gaia. D'autre part, encore une fois, les objets ont été distribués en 3D. Le résultat est l'apparition d'une immense structure qui possède un diamètre de 8 800 années-lumière, située près du bras d'Orion. D'après Catherine Zucker, directrice de l'équipe, la ceinture de Gould était une illusion issue de renseignements manquant de haute résolution et de technique 3D.